# بای لیفانگ
بای لیفانگ (انگلیسی: Bai Lifang؛ زادهٔ ۵ ژانویهٔ ۱۹۷۸) بازیکن فوتبال اهل چین است.
وی همچنین در تیم ملی فوتبال زنان چین بازی کرده‌است.